# Ermita de San Sebastián (Cervera del Maestre)
La ermita de San Sebastián de Cervera del Maestre (provincia de Castellón, España) fue construida originariamente como hospital.
Se trata de un edificio de planta cuadrada, 3 naves de desigual medida y arcos irregulares de medio punto y de ojiva sobre pilares octogonales. Singular en toda la Comunidad Valenciana.